# La Junquera
La Junquera (oficialmente y en catalán La Jonquera [ɫə ʒuŋˈkeɾə], antiguamente Deciana), es un municipio español de la provincia de Gerona, en la comunidad autónoma de Cataluña. Perteneciente a la comarca del Alto Ampurdán, está situado junto a la frontera con Francia. Cuenta con una población de 3408 habitantes (INE 2024).

## Geografía
Integrado en la comarca de Alto Ampurdán, se sitúa a 60 kilómetros de la capital provincial. El término municipal está atravesado por la Autopista del Mediterráneo (AP-7) y por la carretera N-II entre los pK 773 y 780, teniendo ambas continuación al otro lado de la frontera francesa. Además, pasan por el municipio las carreteras GI-500, que se dirige a Agullana, y la GI-601 que conecta con Cantallops.
El extenso territorio del municipio forma dos sectores bien diferenciados, ambos presididos por la sierra de la Albera, parte de la cual está protegida como Paraje Natural de Interés Nacional. Al oeste el sector pertenece a la cuenca del Llobregat del Empordà y al este, el sector pertenece a la cuenca del Anyet. La altitud oscila entre los 1257 m al noreste (Puig Neulós), en plena sierra de la Albera, y los 90 m a orillas del Llobregat del Empordá. El pueblo se alza a 148 m sobre el nivel del mar. 
| Noroeste: Francia  | Norte: Francia | Nordeste: Francia                           |
| Oeste: Agullana    |                | Este: Espolla                               |
| Suroeste: Agullana | Sur: Capmany   | Sureste: Sant Climent Sescebes y Cantallops |

## Historia

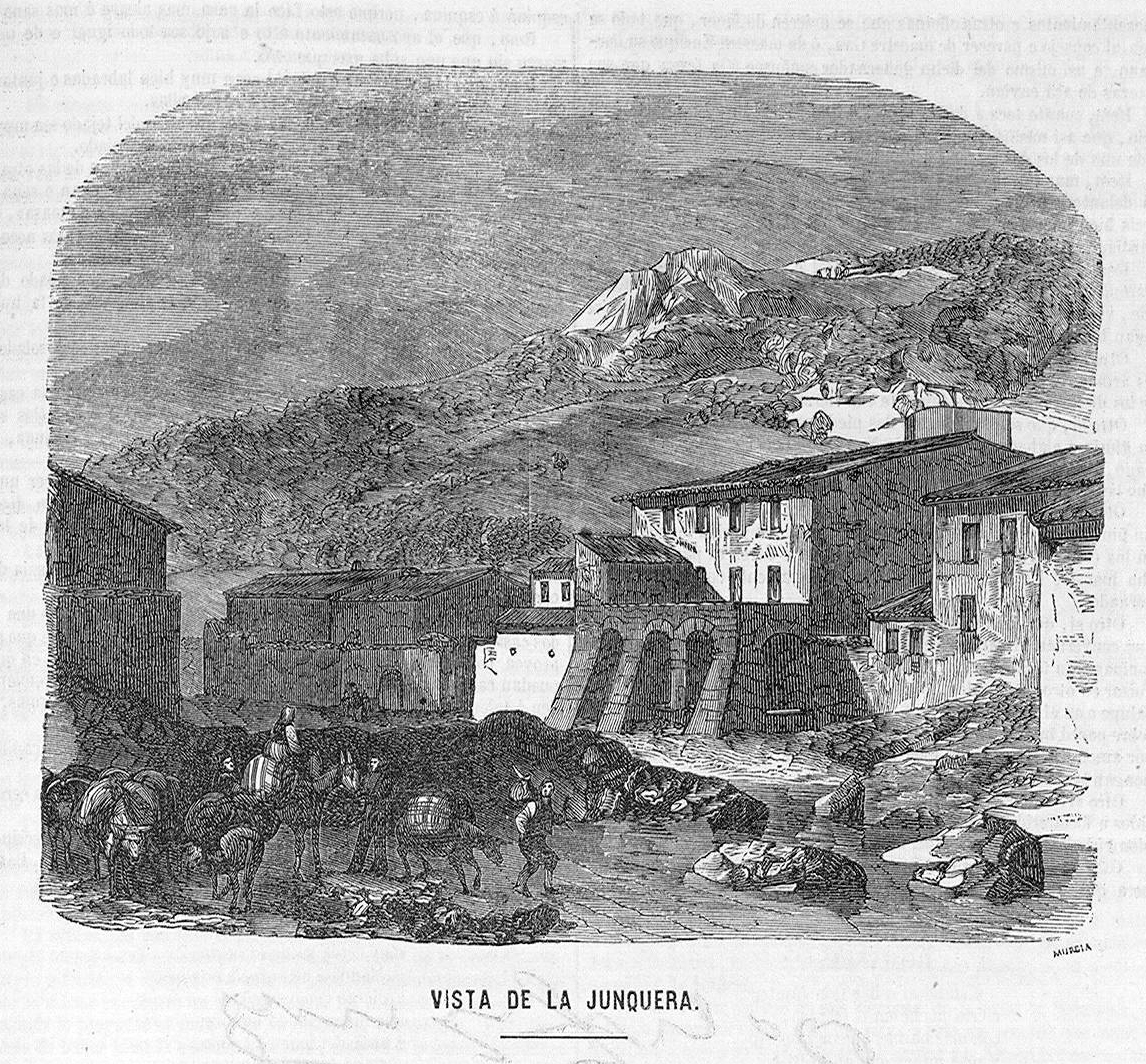
Vista de La Junquera (Semanario Pintoresco Español, 1852)

El área siempre ha sido un paso importante a través de los Pirineos. La autopista contemporánea AP-7 se extiende no lejos de la antigua calzada romana, la Via Augusta. Cerca de allí hay un altar erigido por Pompeyo en el Coll de Panissars. El nombre proviene precisamente de la mansio romana de Iuncaria, que no se halla bajo la población actual sino a varios kilómetros, en Figueras.
La Junquera fue el escenario de un conflicto que involucró a los cruzados franceses en retirada en 1285 que terminaron en su derrota.
Desde el siglo XIII y hasta el fin del régimen señorial, a mediados del siglo XIX, fue posesión de los Rocabertí. El Tratado de los Pirineos (1659) situó la nueva frontera entre las monarquías hispánica y francesa en la sierra del Albera, hecho que marcó la historia posterior de la Junquera.

## Escudo
El escudo de la Junquera es un escudo acantonado, de argén, un fajo de juncos de sinople con un atado de oro. El escudo está coronado por una corona mural de villa. Los juncos son un elemento parlante tradicional, relativo al nombre de la villa.
El escudo fue aprobado el 17 de diciembre de 1990.

## Economía
La agricultura de secano y la manipulación del corcho fueron las actividades económicas más importantes. Hoy en día, la base de la economía municipal es la actividad derivada de la aduana de Le Perthus. Es un importante centro de servicios al transporte, con gran cantidad de actividad comercial por su proximidad a Francia.
En el municipio se encuentra el Club Paradise, un burdel al que se ha llamado «el más grande de Europa».

## Núcleos de población
La Junquera está formado por cinco núcleos o entidades de población.
Lista de población por entidades:
| Entidad de la población | Habitantes (2023) |
| ----------------------- | ----------------- |
| Canadal                 | 1                 |
| Junquera, La            | 3322              |
| El Pertús               | 51                |
| Requesens               | 0                 |
| San Julián              | 13                |

## Demografía
La Junquera cuenta con una población de 3408 habitantes (INE 2024).
| Gráfica de evolución demográfica de La Junquera entre 1842 y 2021 |
| |
| Población de derecho según los censos de población del INE Población de hecho según los censos de población del INEEn 1857 crece el término del municipio porque incorpora a Montañas de Recasens y Tors |

| Nacionalidad | Hombres | Mujeres | Total | %      | Proporción |
| ------------ | ------- | ------- | ----- | ------ | ---------- |
| Española     | 1072    | 1076    | 2148  | 64.7 % |            |
| Extranjera   | 597     | 572     | 1169  | 35.2 % |            |

## Administración y política
| Periodo   | Nombre                   | Partido       |
| --------- | ------------------------ | ------------- |
| 1979-1983 | José Ma. Mesquida Paltre | CiU           |
| 1983-1987 | Juan Monjonell Pérez     | CiU           |
| 1987-1991 | Josep Rigau Domenech     | Independiente |
| 1991-1995 | Pere Brugat Darner       | CiU           |
| 1995-1999 | Pere Brugat Darner       | CiU           |
| 1999-2003 | Jordi Cabezas Llobet     | CiU           |
| 2003-2007 | Jordi Cabezas Llobet     | CiU           |
| 2007-2011 | Jordi Cabezas Llobet     | CiU           |
| 2011-2015 | Sónia Martínez Juli      | CiU           |
| 2015-2019 | Sónia Martínez Juli      | CiU           |
| 2019-2023 | Sónia Martínez Juli      | JXCat         |
| 2023-act. | Míriam Lanero Carrillo   | JXCat         |

## Lugares de interés
- Iglesia de Santa María, del siglo XVIII.
- En el collado de las Panizas se encuentran los restos de un priorato benedictino medieval (Santa María de Panisars) y la base de una gran edificación romana, identificada con la Mansio Summum Pyrenaeum (en el punto de encuentro entre la Vía Domitia y la Vía Augusta) y los Trofeos que Pompeyo erigió tras vencer a Sertorio.
- El pueblo de Requesens, accesible por Cantallops, cuenta con el santuario de la Mare de Déu de Requesens y el castillo de Requesens, reconstruido a finales del siglo XIX.
- Ruinas del antiguo castillo de Rocabertí.
- El castillo de Canadal.
- El palacio de Ca l'Armet, mal conservado.
- La Porta Catalana (obra de Josep Lluís Sert), en la frontera.
- Museo del exilio, abierto en enero de 2008, obra de Rafael Cáceres.
- Numerosos monumentos megalíticos (dolmen y menhir).

## Ciudades hermanadas
- Arriate (España)